# Steingletscher

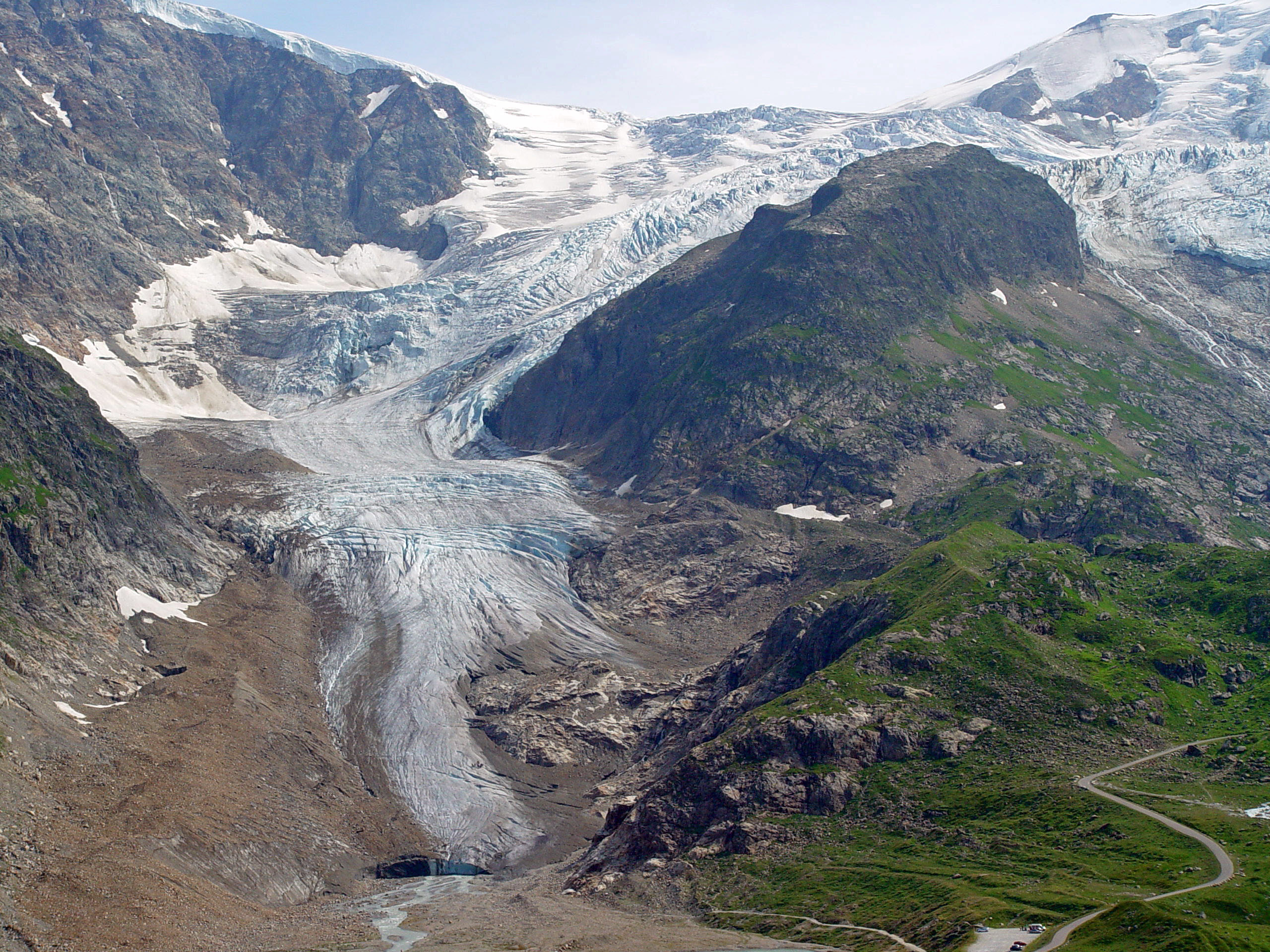
Steingletscher im Sommer 2006 von der Passstrasse aus

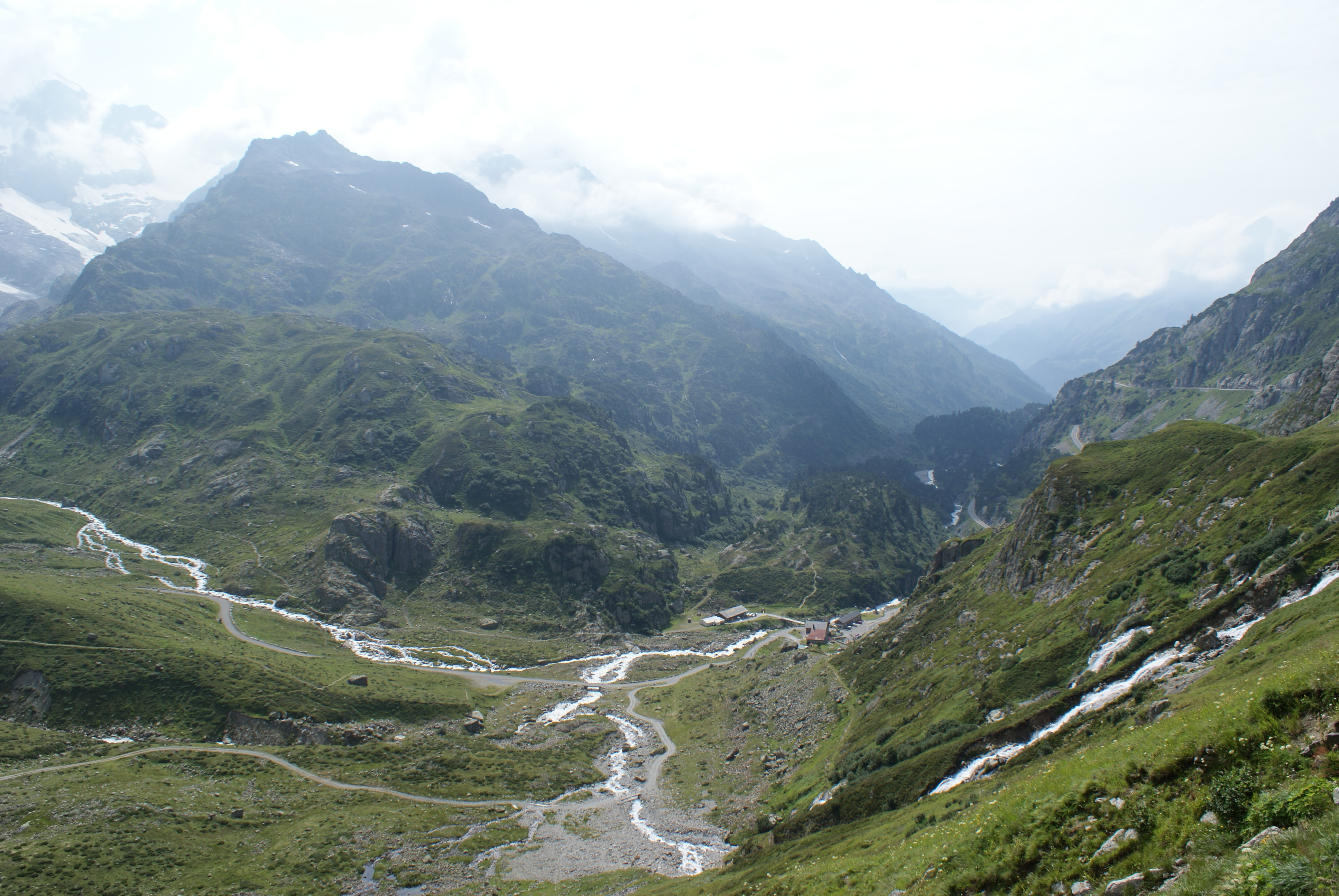
Der Abfluss des Steinsees mündet ins Steinwasser

Der Steingletscher, auch Steigletscher genannt, ist ein Talgletscher südlich des Sustenpasses in den Urner Alpen, im äussersten Osten des Kantons Bern, Schweiz. Er hat eine Länge von 4,3 km und bedeckt eine Fläche von knapp 8 km².

## Geographie
Seinen Ausgangspunkt nimmt der Steingletscher auf dem Bergrücken zwischen dem Gwächtenhorn (3404 m ü. M.) im Westen und dem Sustenhorn (3502 m ü. M.) im Osten. Von hier fliesst der Gletscher nach Norden entlang der Westflanke des Vorder Sustenhorns (3318 m ü. M.) und des Sustenspitzes (2931 m ü. M.). Die Gletscherzunge befindet sich derzeit auf 2000 m ü. M. oberhalb dem Steinsee (Swisstopo: Steisee); eine weitere Zunge überlappt den Kamm zwischen dem Tierbergli und dem Bockberg. Der Gletscher entwässert in das Steinwasser, das durch das Gadmertal fliesst und als Gadmerwasser bei Innertkirchen in die Aare mündet.
In seinem oberen Teil ist der Steingletscher gegen Westen über Firnfelder am Nordhang des Gwächtenhorns mit dem Steinlimigletscher verbunden. Dieser ist 2,8 km lang und bedeckt eine Fläche von 2,5 km². Er fliesst vom Vorder Tierberg parallel zum Steingletscher nordostwärts, gesäumt vom Tierbergli im Südosten und dem Giglistock (2900 m ü. M.) im Nordwesten. Seine Gletscherzunge liegt auf 2120 m ü. M. Der Abfluss mündet erst unterhalb des Steinsees in das Steinwasser.

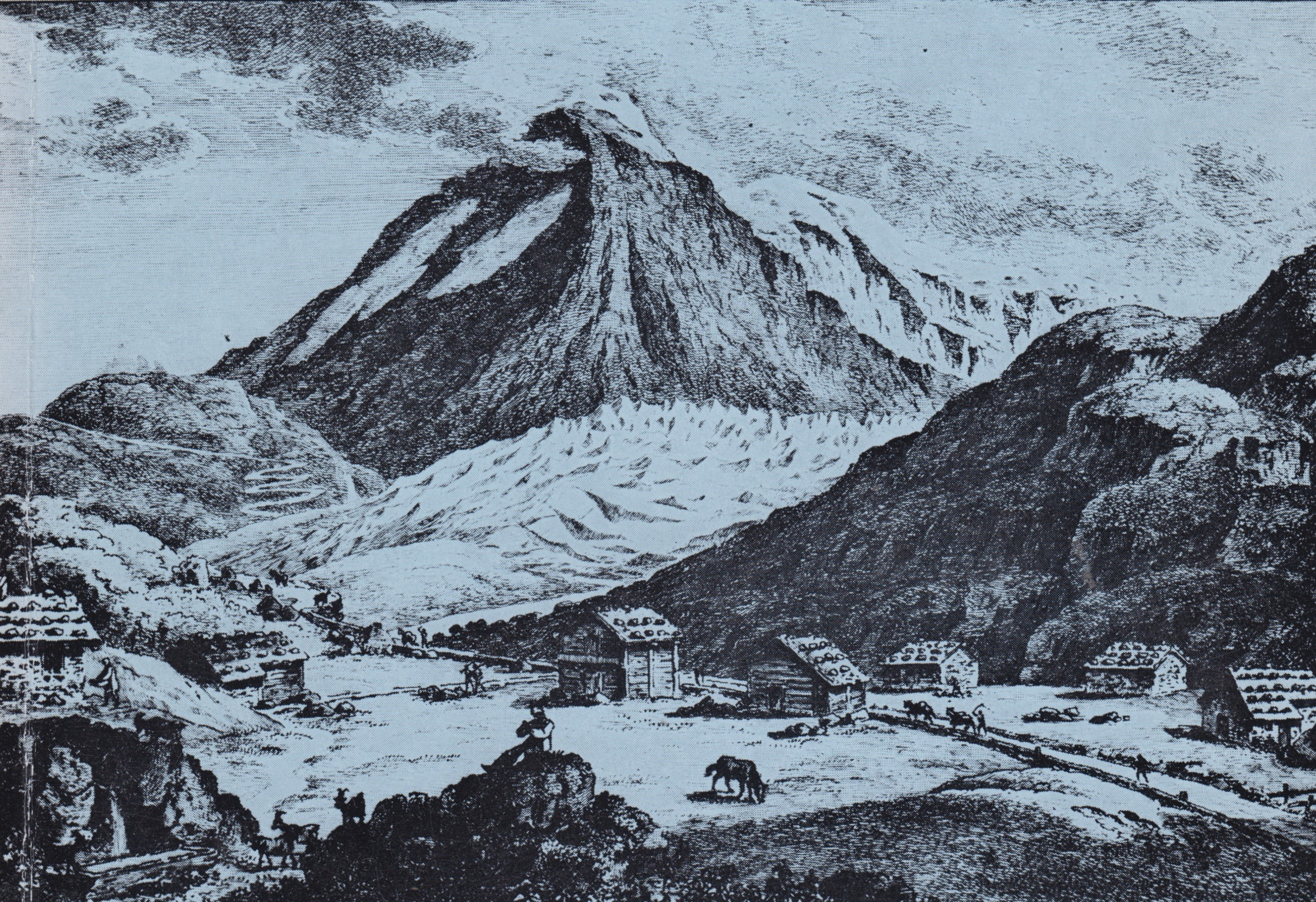
Stich von F. Hegi, Steingletscher um 1813

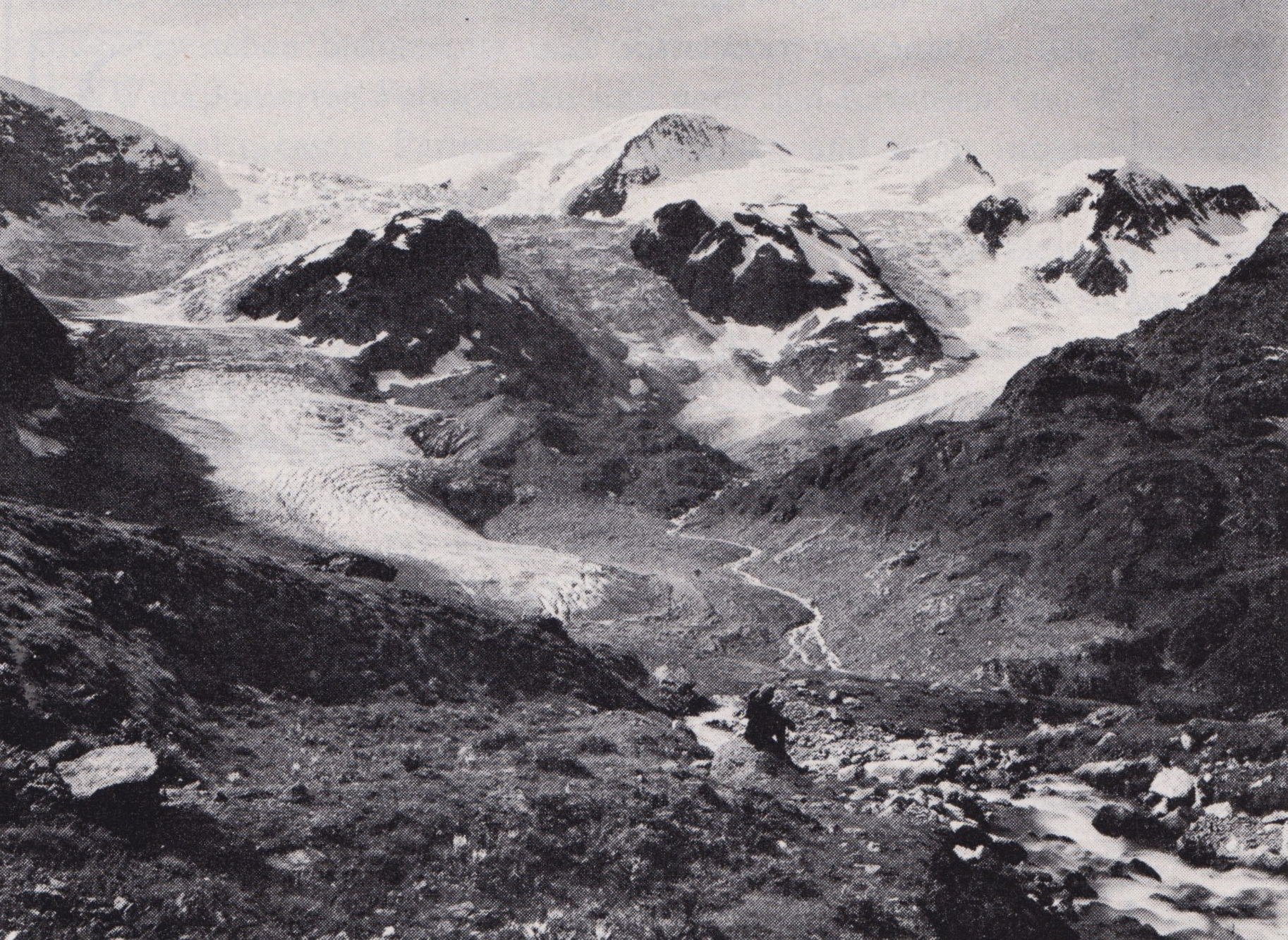
Steingletscher um 1920

Während des Hochstadiums in der Kleinen Eiszeit um die Mitte des 19. Jahrhunderts war der Steingletscher noch rund 1 km länger als heute. Beim Rückzug bildete sich ab 1940 in der Ebene der früheren Gletscherzunge der zwölf Hektar grosse Steinsee auf einer Höhe von 1934 m ü. M.
Im Unterschied zu den Walliser Gletschern, z. B. Arolla, liegen die 1850er-End- und Seitenmoräne hier allerdings noch relativ nahe am heutigen Gletscherbett. Betrachtet man die umliegenden Gipfel (Sustenhorn, Hinter Tierberg, Dammastock, Tieralplistock und Diechterhoren), sind diese 3400–3500 m hoch (Kammumrahmung). Dadurch ergibt sich ein sehr grosses Einzugsgebiet, wenn man die 3000-m-Höhenlinie als Grenze zwischen Einzugs- und Zehrgebiet bestimmt. Insgesamt gab es hier seit 1850 trotz des grösseren Einzugsgebietes und der grösseren Mächtigkeit des Eises weniger Vorstösse. Kräftige Vorstösse gab es 1912–1921 sowie 1969–1981 um knapp 300 Meter.
Zuoberst auf dem Felskamm des Tierbergli steht auf 2795 m ü. M. die Tierberglihütte des Schweizer Alpen-Clubs SAC. Sie dient als Ausgangspunkt für Bergbesteigungen sowie für die alpine Gletscherwanderung nach Süden über die 3089 m ü. M. hohe Sustenlimi in das Chelenalptal (hinterster Teil des Göschenertals).

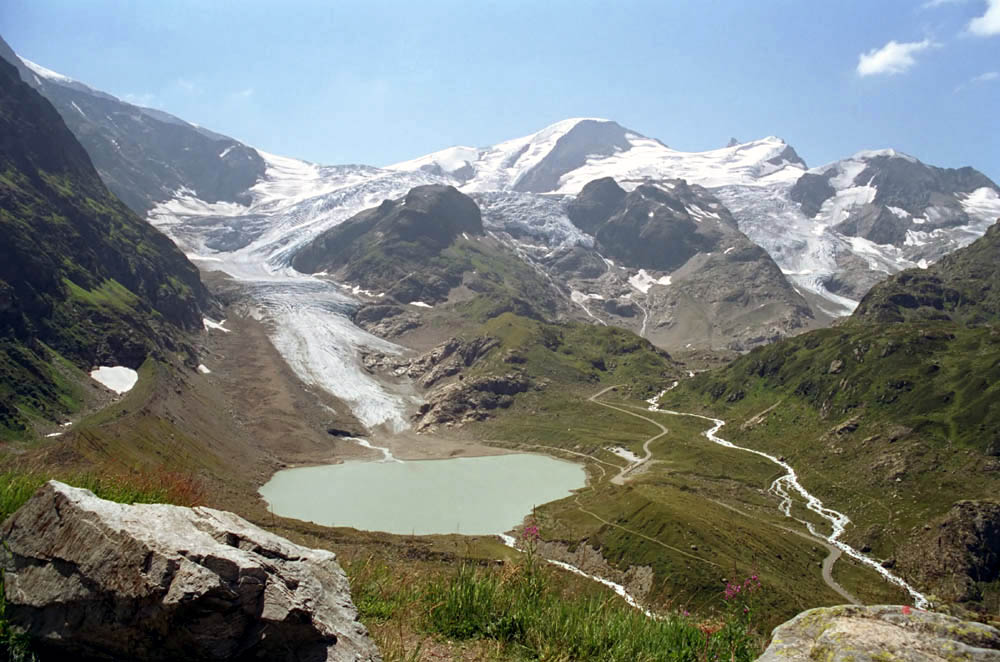
Blick vom Sustenpass auf Steingletscher und Steinsee, ganz rechts der Steinlimigletscher, in der Mitte hinten das Gwächtenhorn, Stand 2003
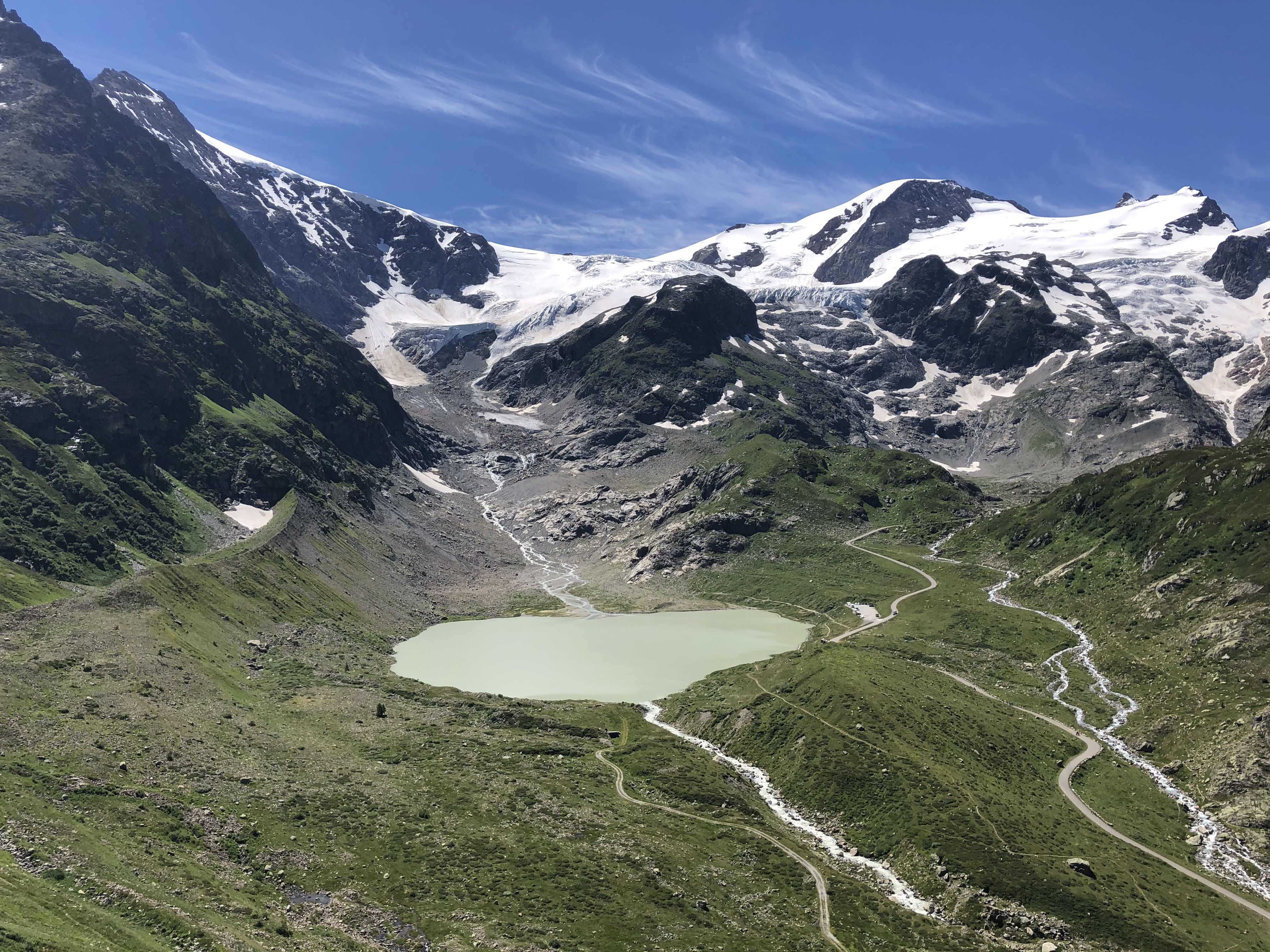
Gleiche Ansicht 2020. Der Rückzug des Gletschers ist deutlich erkennbar.

## Explosionsunglück von 1992
Am 2. November 1992 kam es in einer an der Steinalp gelegenen Anlage der Schweizer Armee zur Munitionsentsorgung zu einem Explosionsunglück, bei dem sechs Menschen getötet wurden. Feststoffbooster des Flugabwehrsystems Bristol Bloodhound und Pyrotechnik für einen Festakt entzündeten rund 800 Tonnen Munition. Die Anlage wurde vollständig vernichtet, der darüberliegende Bergrücken stürzte ein. Die Leichen der dabei Verschütteten wurden nie gefunden.